# Zwillbrock

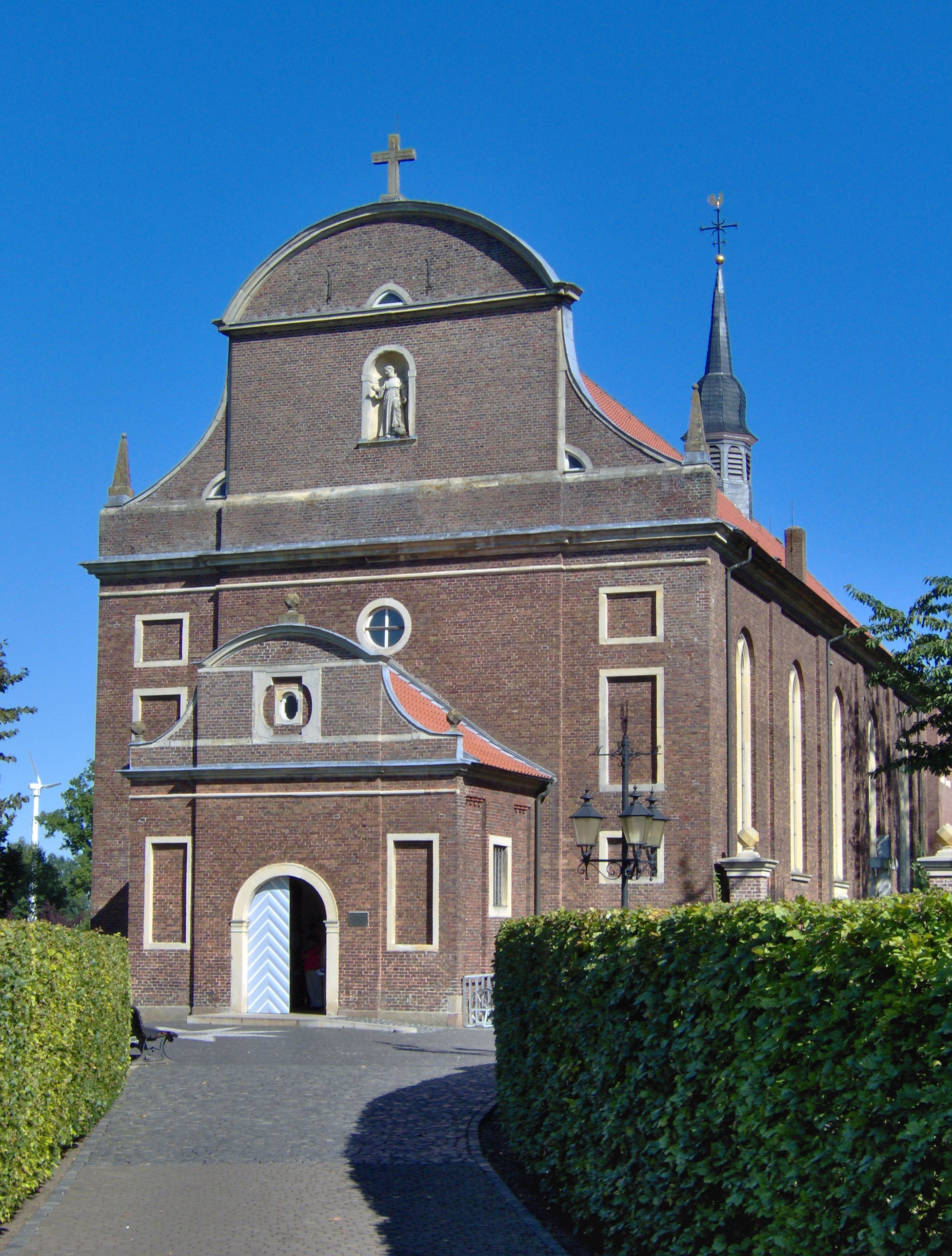
De barokkerk Sankt Franziskus te Zwillbrock

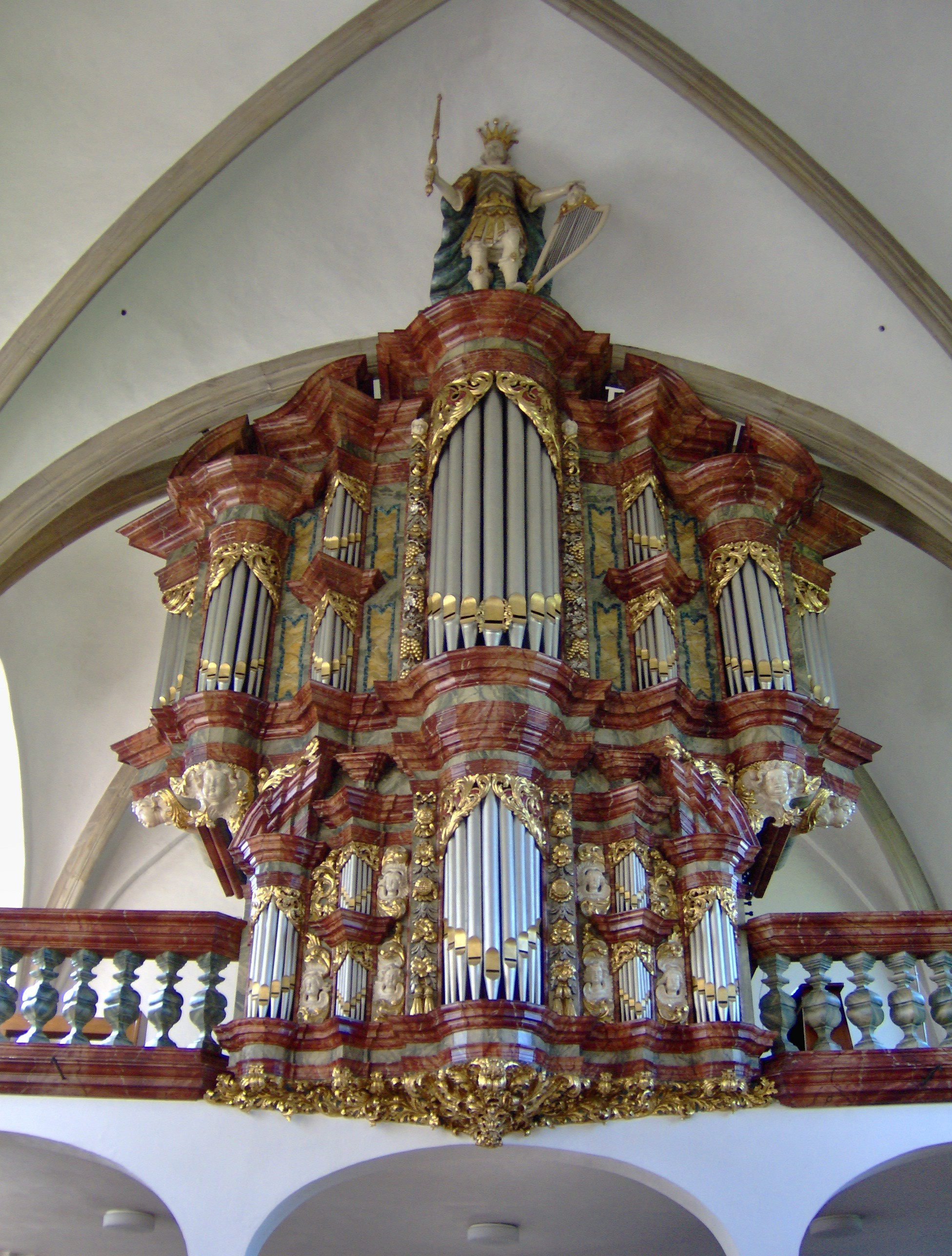
Het orgel van de barokkerk Sankt Franziskus te Zwillbrock, waarschijnlijk van de hand van de familie Klausing uit Herford

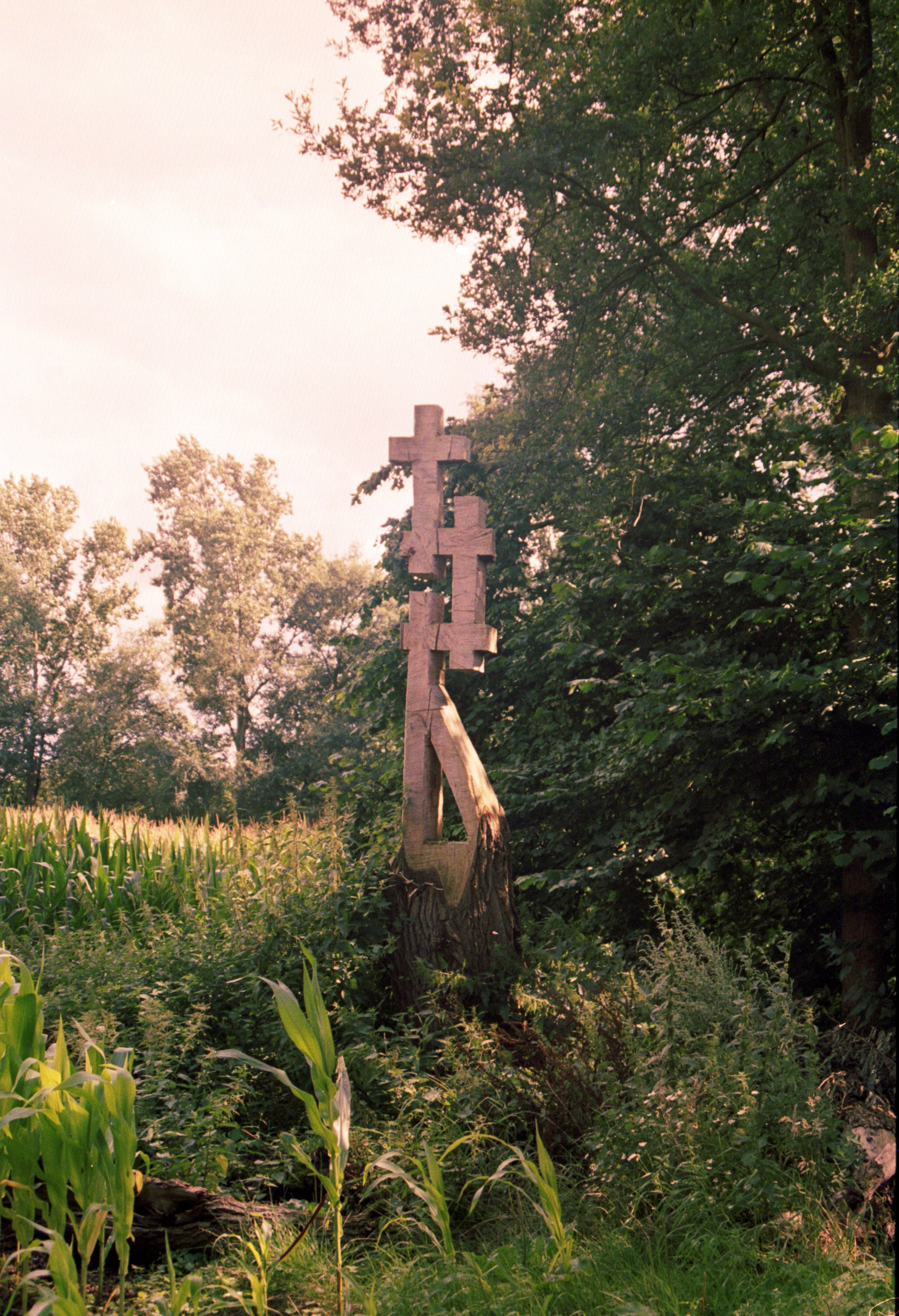
Een kruis ter herinnering aan het klooster bij Zwillbrock

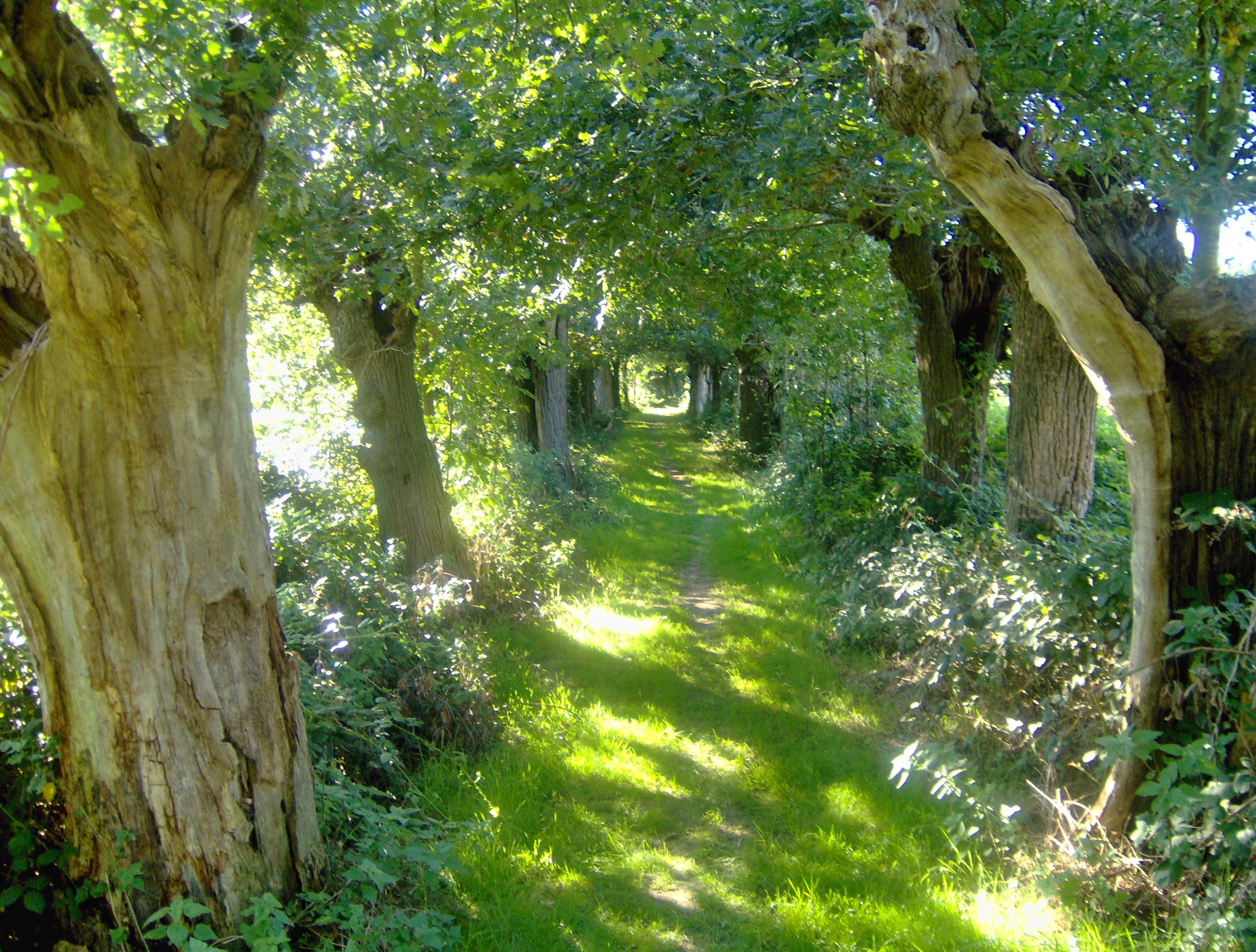
De Kloppendiek, een weggetje met aan weerszijden eeuwenoude eiken. Vermoedelijk de oude processieweg van de katholieken die vanuit Groenlo en Eibergen liepen naar de Sankt Franziskus, aangezien het weggetje tot aan de Nederlandse grens loopt

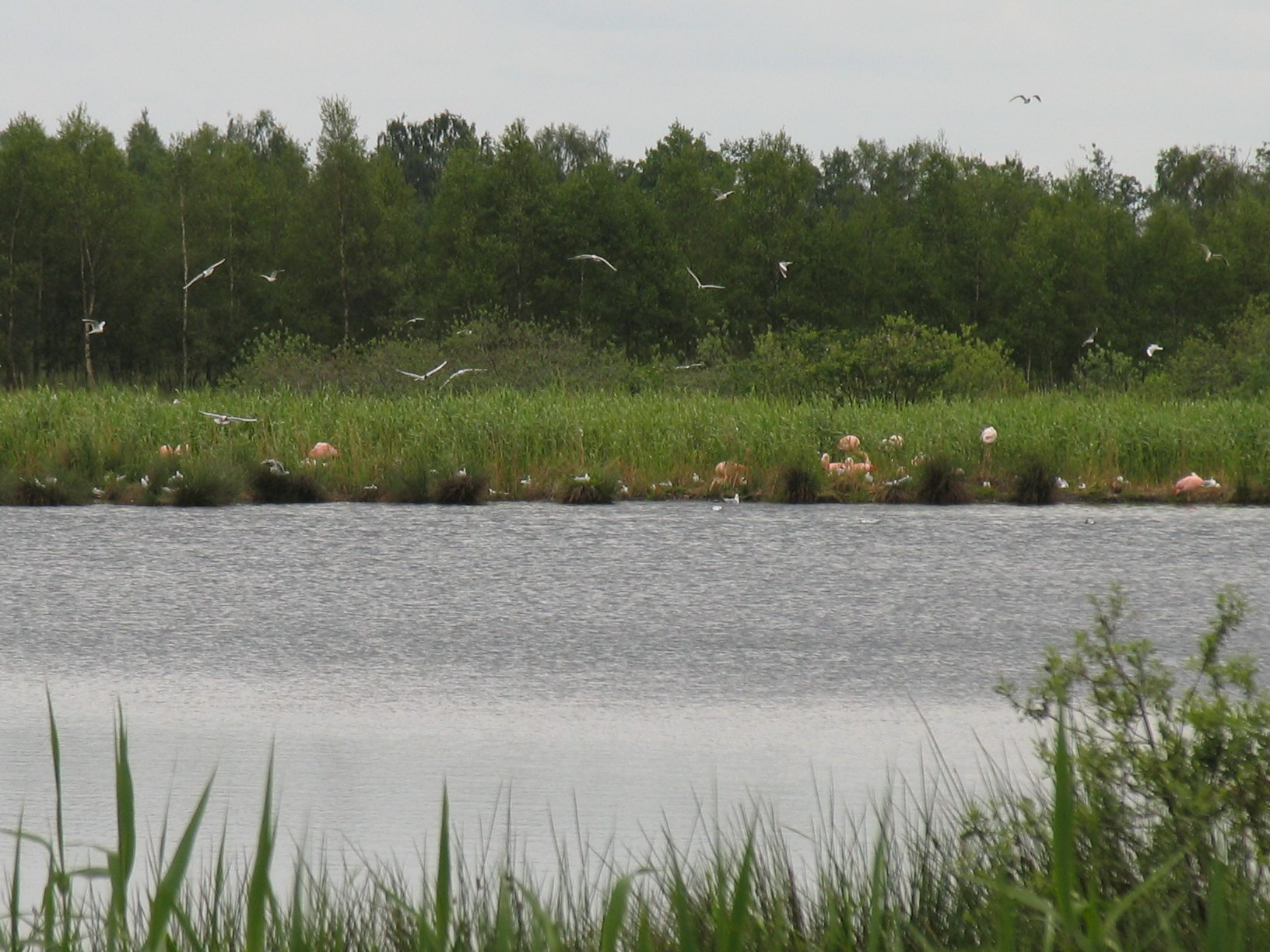
Flamingo's bij het Zwillbrocker Venn

Zwillbrock (Nederlands: Zwilbroek) is een buurtschap in de Duitse gemeente Vreden in het Münsterland, gelegen in de Kreis Borken in de deelstaat Noordrijn-Westfalen. Zwillbrock ligt enkele kilometers ten oosten van Groenlo, aan de Nederlands-Duitse grens. Een gedeelte van de buurtschap ligt op Nederlands grondgebied in de gemeente Berkelland (zie Zwilbroek).
Zwillbrock is bekend vanwege het Zwillbrocker Venn en de barokke parochiekerk Sankt Franziskus.

## Zwillbrocker Venn
Het Zwillbrocker Venn of (minder gebruikelijk) Zwilbroeks veen is een natuurgebied aan de Nederlandse grens net ten noorden van Meddo, grenzend aan de Nederlandse gemeenten Berkelland en Winterswijk. Dit beschermd natuurgebied is een broedplaats voor meer dan honderd vogelsoorten. In het moerasgebied broedt de grootste binnenlandse kokmeeuwenkolonie van Duitsland, met 16.000 getelde meeuwen. Verder is het Zwillbrocker Venn het meest noordelijk gelegen broedgebied voor flamingo's in Europa. Meer dan veertig flamingo's houden zich in het gebied op.

## Sankt Franziskus
De parochiekerk St. Franziskus was tot 1811 de kerk voor het aangrenzende klooster van de minderbroeders conventuelen. Met name voor katholieken uit Twente en de graafschap Zutphen, vlak over de grens in de Republiek der Verenigde Nederlanden, was deze kerk van groot belang. De geschiedenis van de kerk voert terug tot in de tijd van de Reformatie.
Aan het einde van de 16e en 17e eeuw had het calvinisme zich in de Republiek der Verenigde Nederlanden ontwikkeld tot publieke godsdienst en werd het de katholieken verboden om hun geloof uit te oefenen. Na de Vrede van Münster werd de grens tussen Gelderland en het katholiek gebleven bisdom Münster derhalve niet alleen een politieke grens, maar ook een grens op godsdienstig gebied. De zorg voor de katholieken in het oostelijke deel van de Achterhoek werd toevertrouwd aan de bisschoppen van Münster en niet aan de apostolisch vicaris die de leiding had van de katholieken in het grootste deel van de Republiek. De aan Zwillbrock grenzende Heerlijkheid Borculo was in 1615 door Gelderland onttrokken aan het gezag van de Münsterse bisschoppen en bleef staatkundig vervreemd van het bisdom. Bernard von Galen (Bommen Berend) ondernam tevergeefs meerdere malen een poging om dit gebied met geweld te heroveren. Om de katholieken net over de grens pastoraal te begeleiden, werd van Bocholt tot Gronau een keten van kapellen en kerken opgericht, zogenaamde missiehuizen.
In 1651 kregen de franciscanen uit Bocholt van de bisschop van Münster de opdracht om voor de in Nederland vervolgde katholieken een kerstnachtmis in de open lucht te houden. De minderbroederpater Georg Philippi (later pastoor van Groenlo) en broeder Coelestin Tilbeck trokken daarop naar het noorden om in Silva Brok een mis te vieren. In geschriften wordt beschreven, dat deze gedenkwaardige mis een groot aantal gelovigen trok. Vanuit een straal van vijf uur gaans kwamen zeker duizend katholieken naar Zwillbrock om de kerstnachtmis bij te wonen. In de daaropvolgende weken groeide de toestroom vanuit de Achterhoek en Twente gestaag, waarop werd besloten een reguliere kerkdienst te gaan houden. Kort voor Pasen 1652 kwam een uit turfplaggen gebouwde kapel gereed, die de kerkgangers moest beschermen tegen slecht weer. Nog datzelfde jaar groeide de kapel al uit zijn voegen, waarop hij moest worden vergroot.
De abdis van Vreden, Maria Sophia von Salm-Reifferscheid, stelde daarop grond beschikbaar en met haar hulp en die van bisschop Von Galen werd een stenen kapel gebouwd. Ook deze moest reeds in 1656 worden vergroot. Toen werd er ook een verblijfplaats voor de paters uit Bocholt bij de kapel gebouwd. In 1657 werd het zendelingenstation een zelfstandige residentie. Dat jaar werd vanwege de grote toeloop van gelovigen uit het westen ook in Oldenkott een kapel gesticht. Rond 1660 werkten ongeveer twaalf paters in Zwillbrock. Rond Pasen 1665 telde de geloofsgemeenschap bijna 2400 zielen. Omdat de stroom katholieken onverminderd doorging, moest het onderkomen van de franciscanen nogmaals worden uitgebreid. In 1670 werd de residentie tot een zelfstandig klooster onder leiding van een gardiaan verheven en kreeg het de naam Closter Betlehem an 't Schwillbrock (ook bekend als Betlehem im Walde), herinnerend aan de eerste kerstnachtmis in 1651.
Vanaf het einde van de 17e eeuw werd het katholicisme langzamerhand weer gedoogd en werden in het grensgebied vele parochies gesticht, toen vallend onder het bisdom Münster. Desondanks lieten veel katholieken uit het grensgebied hun kinderen te Zwillbrock dopen of legden er hun biecht af. Door giften van de Nederlandse katholieken en de prins-bisschop Franz Arnold von Wolff-Metternich zur Gracht konden de franciscanen in 1713 een nieuw kloostergebouw bouwen. Op 6 oktober 1717 werd de eerste steen gelegd van de huidige St. Franziskus. De kerk kwam in 1719 of 1720 gereed, maar werd pas op 24 april 1748 gewijd. De kerk werd gewijd aan de heilige Franciscus van Assisi, die rond 1225, net als de Bocholtse franciscanen in 1651, een kerstmis opdroeg in de open lucht, bij de grotten van Greccio in de Italiaanse bergen.
De kerk werd in 1765 en 1782 vernieuwd en uitgebreid. Het klooster werd in 1811 op grond van de wetgeving ten tijde van de Franse overheersing gesloten en de omliggende kerkelijke landerijen werden verkocht. In de jaren twintig van de 19e eeuw is het klooster uiteindelijk afgebroken. In de St. Franziskus werden echter nog steeds gebedsdiensten gevierd en de gelovigen slaagden er uiteindelijk in om Zwillbrock op 12 april 1858 tot zelfstandige parochie te laten verheffen. De parochie telt tegenwoordig ongeveer 200 leden.
In tegenstelling tot vele kerken in de directe omgeving van Zwillbrock, werd de St. Franziskus ten tijde van de Tweede Wereldoorlog gespaard. Als gevolg daarvan is de kerk met gehele barokke inrichting in zijn originele staat enig in zijn soort voor het gehele Münsterland. Altaren en beelden zijn allen vervaardigd uit eikenhout. De namen van de architecten, beeldhouwers en schilders zijn echter veelal onbekend. De kerk werd tussen 1958 en 1961 onder leiding van Edgar Jetter grondig gerestaureerd.